# Piero Raimondo Zacosta
Piero Raimondo Zacosta (overleden: Rome, 21 februari 1467) was een Aragonese edelman en werd in 1461 verkozen tot 38ste grootmeester van de Orde van Sint-Jan van Jeruzalem. Hij volgde daarmee Jacques de Milly op.
Zacosta stierf in Rome toen hij een bezoek bracht aan paus Paulus II en hij werd bijgezet in de Oude Sint-Pietersbasiliek. Giovanni Battista Orsini volgde hem als grootmeester op.